# Izegem
Izegem é uma cidade da Bélgica da província de Flandres Ocidental, com 26 000 habitantes. Situada a sudeste da cidade de Roeselare, é centro comercial (tabaco e linho) e tem indústrias de calçado e têxtil (algodão). Possui um museu do calçado.